# John P. Bauer
John Peter Bauer (urspr.: Hans Peter Bauernfreund, Hähnchen-Bauer) (* 14. November 1925 in Fürth; † 6. Januar 2019 in Fort Lauderdale) war ein deutsch-amerikanischer Geschäftsmann.

## Familie
Seine Eltern, August Bauernfreund und Agnes, geb. Rosenfeld, waren Inhaber der Süddeutschen Lebensmittelwerke. Augusts Schwester Clothilde war mit Bernhard Lehrburger († 13. Mai 1946 in NYC) verheiratet, der in der Gostenhofer Zufuhrstraße einen Ansichtspostkarten-Verlag betrieb. Sein Cousin Karl Lehrburger (Korle) arbeitete im väterlichen Betrieb, war Mitglied des Schwarzen Haufens und schloss sich nach dessen Auflösung 1928 der KPD an, in der er zum örtlichen Leiter aufstieg. Mit Chevrolet- und Ford-PKW unternahm er Kurierfahrten und gewährte Jakob Boulanger Unterschlupf. Anfang März 1933 wurde Lehrburger festgenommen, am 13. April zusammen mit Genosse Erich Gans († Juni 1934) im KZ Dachau aufgenommen, wo ihm Hans Steinbrenner am 25. Mai „in Notwehr“ in die Stirn schoss. Im gleichen Jahr emigrierte Familie Bauernfreund nach Frankreich. Im Dezember 1933 wurde ihre Aktiengesellschaft enteignet und im Folgemonat an Stefan Winter und Wolfgang Brügel verkauft. Zur Deckung der Reichsfluchtsteuer von rund 100.000 RM beantragte das Finanzamt im Mai 1939 die Zwangsversteigerung eines Grundstücks. 1940 emigrierte die Familie weiter in die USA.

## Leben
1941 begann John P. Bauer sein Studium in New York und diente 1942 bis 1944 in der US-Armee. 1946 erwarb er seinen B.Sc. und B.Econ an der Universität New York. Als sein Vater in diesem Jahr die Rückgabe seines beschlagnahmten Vermögens forderte, konnte ihm ein alter Freund Ludwig Erhard behilflich sein.
John arbeitet danach als Vizepräsident der B.N.S. Internat. Sales Corp. New York. 1949 heiratete er Marion, die Tochter von Jacques Rosenstein, mit der er zwei Söhne hatte. 1965 wurde er Inhaber und Präsident der Bauer Internat. Corp. New York, mit Tochterfirmen in Kanada, Mexiko und in Frankfurt (Bauer International (Europa) GmbH und Transcontinental Packing (Europa) GmbH). Ihm wurden Patente auf dem Gebiet der Eiweiße erteilt. 1967 machte er Erhard zum Aufsichtsrat seines Frankfurter Betriebs. Nach dem Platzen eines Käsegeschäfts mit der DDR trübte sich jedoch die Geschäftsbeziehung in den nächsten zwei Jahren.
Nach einer Steuernachforderung aus 1968 stellten die Prüfer des Frankfurter Finanzamts einen Konkursantrag. Ab Dezember 1968 erwarb Bauer für 2,3 Millionen Dollar Alan-Wood-Steel-Aktien. Erhard wechselte im gleichen Jahr in den Aufsichtsrat der Argenta Internationale Anlagegesellschaft mbH. Eine Dame kabelte ein „400-Worte-Telegramm“ in die USA, mit dem Erhard großes Interesse am Erwerb dieses Aktienpakets bekundete. Nachdem Interpol ihn geschnappt hatte, sperrte er die Polizei ein und entkam mit dem Taxi in die Schweiz.
1974 ließ er sich in Fort Lauderdale nieder, wo er fünf Jahre später mit einem Team von Investoren die Basic Food International gründete. 1992 wurde er mit dem International Trader of the Year Award by the World Trade Council ausgezeichnet. 2019 starb er an den Folgen eines Schlaganfalls in Fort Lauderdale.